# Walther WA 2000
Die Walther WA 2000 ist ein in den frühen 1970er-Jahren von der Carl Walther GmbH entworfenes halbautomatisches Präzisionsgewehr für Hochleistungspatronen. Die Idee hinter dem Entwurf war, eine halbautomatische Waffe für Spezialeinheiten zu bauen, die, bei vergleichbarer Präzision und Reichweite, kompakter als bisherige Scharfschützengewehre ist und eine schnellere Schussfolge bietet. Das Gewehr vereinigt einige interessante Konzepte in sich, wurde jedoch aufgrund des hohen Stückpreises nie ein kommerzieller Erfolg. Aus diesem Grunde wurde bis 1989 nur eine begrenzte Stückzahl gebaut. Über die Anzahl der produzierten Gewehre existieren keine gesicherten Angaben, der Präsident des US-amerikanischen Walther-Ablegers, Earl J. Sheehan, Jr., beziffert die Zahl der hergestellten Exemplare auf 176.
Die Konstruktion ist ein Rahmenentwurf. Das bedeutet, dass der Lauf zwischen einem oberen und unteren Arm des Rahmens liegt. Vorne sind die Arme durch einen Steg verbunden, hinten sind Seitenplatten angebracht. Dadurch ist die gesamte Konstruktion sehr verwindungssteif. Gleichzeitig liegen Verschluss und Lauf nicht wie bei anderen Gewehren im oberen Teil der Konstruktion, sondern in der Mitte. So werden die Kräfte während des Schusses geradlinig durch den Rahmen in die Schulter des Schützen übertragen. Gleichzeitig wurde das Gewehr im sogenannten Bullpup-Design gebaut. Dabei liegen Verschluss und Magazin hinter dem Abzug im Kolben. Dies verkürzt die Waffe.
Die Waffe ist ein Gasdrucklader mit um 60° drehendem Verschlusskopf, der mit sieben, auf drei Reihen verteilten, Warzen im Patronenlager verriegelt. Das Impuls-Gassystem liegt unter dem Lauf und ist über zwei Schienen mit dem Verschlussträger verbunden. Die Rückholfeder befindet sich zwischen dem Gaskolben und dem Patronenlager.
Das Magazin fasst bei Kaliber .300 Win. Mag fünf und bei .308 Win. sechs Schuss. Die Schiebesicherung ist beidseitig angebracht, obwohl die Waffe nicht für Linkshänder geeignet ist. Zur Gewichtsersparnis und Kühlung ist der Lauf bei den Waffen der ersten Serie kanneliert, d. h. mit Längsrillen versehen, welche die Oberfläche um das 3,4fache vergrößern. Bei der zweiten Serie wurde die Kannelierung aufgegeben.
An der Mündung (außerhalb des Rahmens) befindet sich eine relativ unauffällige Mündungsbremse, die den Rückstoß halbiert. Vorne ist oben am Rahmen ein Zweibein montiert, das sich über dem Rahmen zusammenklappen lässt und so bis unter das Zielfernrohr reicht. Da die Waffe somit im Zweibein hängt, liegt sie bei der Schussabgabe sehr stabil. Kaliberwechsel sind durch den Austausch des Laufes und weniger weiterer Teile möglich.
Alle sichtbaren Metallteile sind schwarz beschichtet. Die vom Schützen berührten Teile des Schaftes sind aus Holz gefertigt. Der Pistolengriff hat ein Daumenloch und ist punziert. Die Waffen wurden standardmäßig mit einem 2,5–10×42-Zielfernrohr mit Absehen Nr. 6 von Schmidt & Bender ausgeliefert.

## Trivia
Im James-Bond-Film Der Hauch des Todes wird das Gewehr von James Bond persönlich verwendet, um einer gegnerischen Scharfschützin die Waffe aus der Hand zu schießen und sie so den „Hauch des Todes“ spüren zu lassen.